# Suchy Potok Zuberski
Suchy Potok (słow. Suchý potok) – potok w słowackich Tatrach Zachodnich. Na polskich mapach ma nazwę Suchy Potok Zuberski. Ma źródła na wysokości około 1590 m pod Siwym Wierchem. Spływa w północno-zachodnim kierunku dnem Doliny Suchej i uchodzi do Siwego Potoku jako jego prawy dopływ. W środkowej części znajduje się na nim niewielki wodospad. Ujście znajduje się w miejscu o współrzędnych 49°14′17,9″N 19°37′43,1″E/49,238306 19,628639 i położone jest na wysokości około 880 m.